# Rowrah
Koordinaten: 54° 33′ N, 3° 27′ W

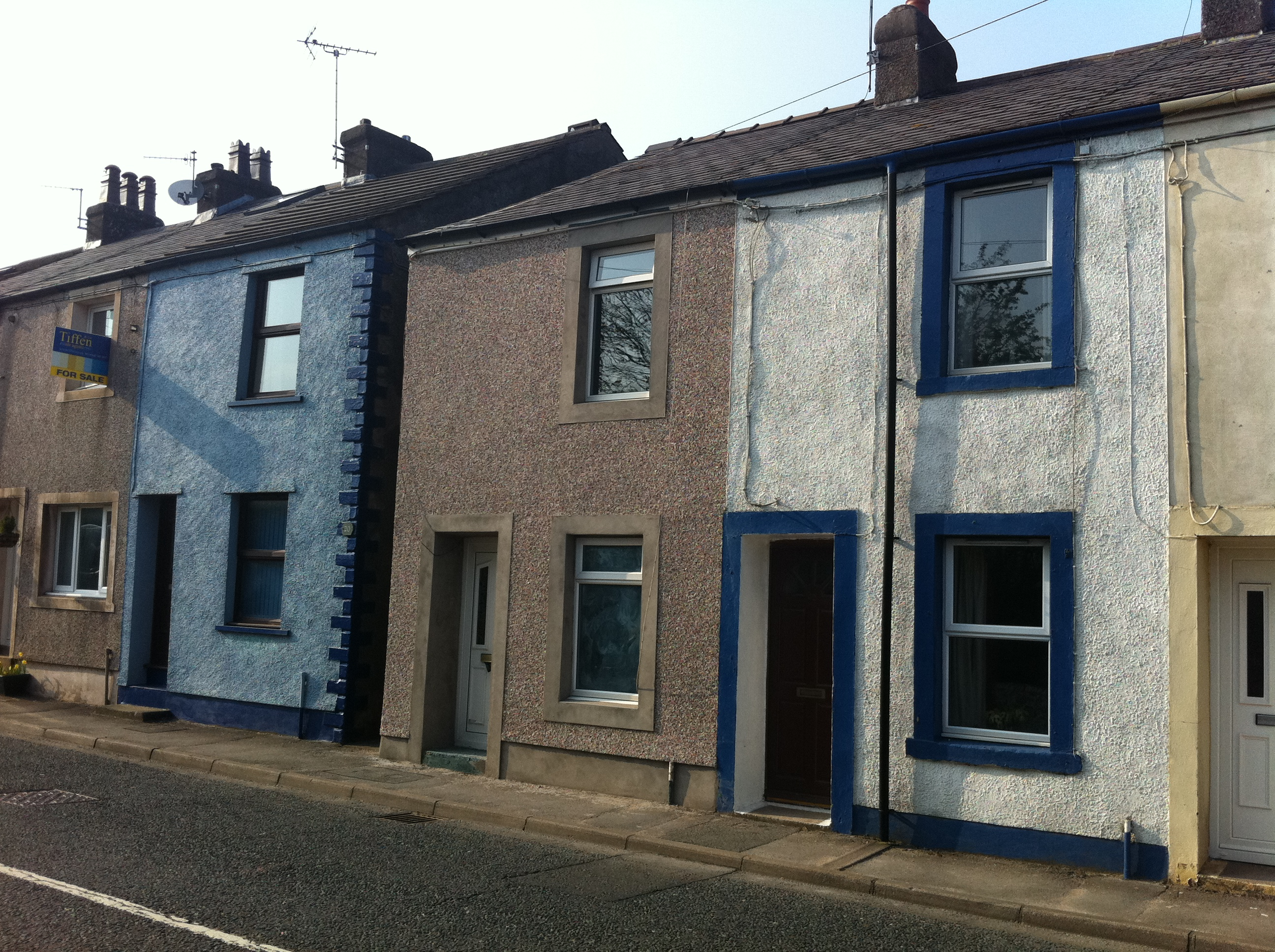
Häuser in Rowrah

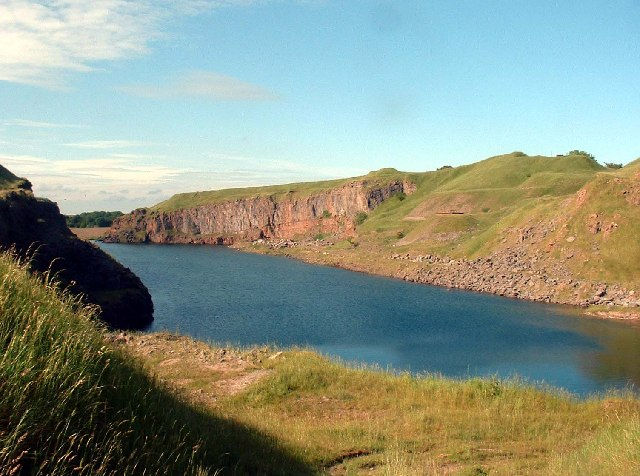
Salter Hall Quarry (2005)

Rowrah ist ein Ort in Cumbria im Nordwesten Englands. 
In seiner Hochzeit zu Beginn des 20. Jh. wurden 4 Kalksteinbrüche auf dem Gebiet der Gemeinde betrieben und 4 Eisenbahnlinien von 3 Eisenbahngesellschaften waren an Rowrah angeschlossen.
Die 4 Steinbrüche waren:

- Stockhow Hall Quarry; 1909 stillgelegt.
- Salter Hall Quarry; 1927 stillgelegt.
- Kelton Head Quarry; 1950 stillgelegt.
- Rowrah Head Quarry; in den 1980er Jahren stillgelegt.

Die Whitehaven, Cleator and Egremont Railway betrieb zwei Eisenbahnlinien. Eine Verbindung führte von Rowrah zur Eisenbahnverbindung zwischen Cockermouth und Workington und es gab eine Verbindung nach Whitehaven. Die Gesellschaft betrieb die Verbindung nach Whitehaven mit einer Bahnstation in Rowrah ab 1864. Von 1866 an gab es die Verbindung zur Cockermouth and Workington Railway, die 1964 eingestellt wurde. 
Die Rowrah and Kelton Fell Railway transportierte von 1877 bis 1927 Eisenerz und Kalkstein vom 3,5 Meilen (5,6 km) entfernten Kelton Fell nach Rowrah. Die Strecke wurde 1934 demontiert.
Die Cleator and Workington Junction Railway betrieb von 1888 eine Verbindung zu den Orten Cleator Moor, Workington und Distington und ihren Stahlwerken. Die Bahnlinie diente ursprünglich nur dem Gütertransport, aber bis 1931 gab es auch einen Personenverkehr vom Bahnhof Rowrah.
Der Bahnhof selbst wurde aber erst 1967 geschlossen.
Das Streckennetz um Rowrah war so umfangreich, dass es 1875 ein eigenes Stellwerk bekam.
Über eine Eisenbahnverbindung nach Whitehaven wurde bis 1978 Kalkstein aus Rowrah transportiert. Die Strecke wurde dann demontiert.
Der Colliergate Beck einer der Quellflüsse des River Marron entsteht am östlichen Ortsrand von Rowrah.